# Distretto di Nong Hong
Il distretto di Nong Hong (in thailandese: หนองหงส์) è un distretto (amphoe) della Thailandia, situato nella provincia di Buriram.